# Ledsageordning
 Ikke at forveksle med Ledsagekort.
Ledsageordning er en dansk ordning, der af kommunen kan bevilges personer fra 12 år og op til folkepensionsalderen (dog mindst 67 år), som har et handicap, der gør, at de ikke kan færdes alene. Det gælder både fysiske og psykiske handicap, men ikke sindslidende. Hvis man har fået bevilget ledsageordning før man fylder 67 år, beholder man den dog også efterfølgende.
Der kan bevilges 15 timer om måneden, men man kan spare op til 90 timer op (seks måneder). Dog som udgangspunkt mindst to timer ad gangen. Ledsagelsen skal bruges til aktiviteter uden for hjemmet  og kan bruges til aktiviter såsom eksempelvis kulturelle og sociale tilbud, indkøb, familiebesøg eller ferieture. Det er dog et krav, at der er tale om en fritidsaktivitet og ikke til f.eks. lægebesøg. Ledsageren må ej heller bruges til eksempelvis socialpædagigiske, pleje- og omsorgsopgaver. Ydelsen bevilges enten efter Barnets lov § 89 eller Lov om social service § 67, alt efter alder. Man kan enten selv udpege en ledsager, der dog ikke må være en familiær relation, eller bruge en, der er en del af kommunens ledsagerkorps. Ledsageren bliver ansat af kommunen.